# Agostino Accorimboni
Agostino Accorimboni ou  Accoramboni, Accorimbeni ou encore Accorrimboni (né le 28 août 1739 à Rome, et mort dans la même ville le 18 août 1819) est un compositeur italien des XVIIIe et XIXe siècles. Il a composé treize opéras, dont dix ont été créés à Rome entre 1770 et 1785.

## Œuvres

### Opéras
- Le scaltre contadine di Montegelato (2 janvier 1768)
- Le contadine astute (Rome, 8 janvier 1770)
- L'amante nel sacco (Rome, 2 janvier 1772)
- Le finte zingarelle (Rome, 31 janvier 1774)
- Il finto cavaliere (Rome, carnaval 1777)
- La Nitteti (Florence, carnaval 1777)
- L'amore artigiano (Rome, 7 janvier 1778)
- Le virtuose bizzarre (Rome, 29 décembre 1778)
- Il marchese di Castelverde (Rome, carnaval 1779)
- Il podestà di Tufo antico, o sia Il tutore burlato (Rome, été 1780)
- Lo schiavo fortunato, o sia La marchesina fedele (Rome, carnaval 1783)
- Il regno delle Amazzoni (Parme, 27 décembre 1783)
- Il governatore delle Isole Canarie (Rome, carnaval 1785)

### Autres œuvres
- Giuseppe riconosciuto (oratorio, livret de Pietro Metastasio, 1757, Rome
- Veni sponsa Christi pour 4 voix et orgue
- Ave Maria pour 2 soprani, basse et orgue
- Recordare virgo pour soprano, basse et orgue
- Autres  œuvres sacrées
- Se mi lasci, infido (aria)
- Fate largo, signori (aria)
- Sinfonia en ré majeur

## Source
- (it) Cet article est partiellement ou en totalité issu de l’article de Wikipédia en italien intitulé « Agostino Accorimboni » (voir la liste des auteurs).